# 青空は突っ立ったまま眠っている
青空は突っ立ったまま眠っている（あおぞらはつったったままねむっている）は日本のロックバンド、ゼリ→の5thアルバム。2004年11月3日発売。発売元は自主レーベルのVELVET SNOOZER。初回限定盤には8cmCD「SUMMER RUDE BOYS」同封。

## 収録曲
1. メキシコには逃げられない
　（作詞：ヤフミ/作曲：カズキ&ヤフミ）
2. SPARROW (NEW MIX)
　（作詞：ヤフミ/作曲：カズキ&ヤフミ）
3. 与える木
　（作詞：ヤフミ/作曲：カズキ&ヤフミ）
4. PLATONIC D.J. (NEW MIX)
　（作詞：ヤフミ/作曲：カズキ&ヤフミ）
5. RESTAURANT "FEVER"
　（作詞：ヤフミ/作曲：カズキ&ヤフミ）
6. OCEANIC LIGHT
　（作詞：ヤフミ/作曲：カズキ&ヤフミ）
7. スタットリアの銃声
　（作詞：ヤフミ/作曲：カズキ&ヤフミ）
8. 極東 ROCK'N'ROLL
　（作詞：ヤフミ/作曲：カズキ&ヤフミ）
9. 青空は突っ立ったまま眠っている
　（作詞：ヤフミ/作曲：ゼリ→）
10. 孤独のスパンコール
　（作詞：ヤフミ/作曲：カズキ&ヤフミ）
11. KNOW FUTURE
　（作詞：ヤフミ/作曲：カズキ&ヤフミ）
12. VISTA
　（作詞・作曲：ヤフミ）
13. I'm believin'
　（作詞：ヤフミ/作曲：カズキ&ヤフミ）